# غوستافو مكاروني
غوستافو مكاروني (17 مارس 1987 في البرازيل - ) هو لاعب كرة قدم برازيلي في مركز الوسط. لعب مع Sportivo Patria ‏.

## وصلات خارجية
- غوستافو مكاروني على موقع قاعدة بيانات كرة القدم.إي يو (الإنجليزية)
- غوستافو مكاروني على موقع Soccerway.com (الإنجليزية)